# Piroxéncsoport
A piroxének a láncszilikátok (inoszilikátok) csoportjába tartozó ásványok. Szerkezetükben az [SiO4]4--tetraéderek (melyekben egy Si4+ iont négy O2- ion vesz körbe egy tetraéder csúcsain elhelyezkedve) csúcsukkal összekapcsolódott zegzugos láncai között Mg2+, Fe2+, Ca2+, Mn2+, Li+, Al3+ és Na+ ionok találhatók olyan arányokban, hogy a pozitív ionok töltéseinek összege kiegyenlítse az [Si2O6]4- négy negatív töltését.
A piroxéneknek a kationok méretétől függően létezik egy rombos és egy monoklin kristályrendszerű sora.
Az elnevezés a görög pyr (πυρ = tűz) és kszenosz (ξένος = idegen) összetételéből származik.

## A rombos sor
A rombos piroxéneket ortopiroxéneknek is nevezik.
- ensztatit   Mg2Si2O6
- bronzit     (Mg,Fe)2Si2O6
- hipersztén  (Fe,Mg)2Si2O6
- orto-ferroszilit Fe2Si2O6

Az ensztatit, bronzit és hipersztén korlátlan elegyedésű izomorf sort alkot az Mg2Si2O6 és az Fe2Si2O6 között elvileg bármilyen aránnyal, de igen ritka az FeO-ot 60%-nál nagyobb arányban tartalmazó rombos piroxén. A vasban dús hipersztént ferro-hiperszténnek is nevezik. 
A rombos piroxének elsősorban ultrabázisos magmás kőzetekben: hiperszténitben, gabbróban, nóritban, melafirban és diabázban fordulnak elő, rendszerint olivin, spinell és diopszidos augit kíséretében. Az ensztatit és a bronzit inkább mélységi kőzetekben és meteoritokban, a hipersztén kiömlési kőzetekben (pl. andezitekben) is előfordul. A Börzsöny, Cserhát és a Mátra hegységekben hipersztén andezit, Szarvaskő mellett hipersztén gabbró található.

## A monoklin sor
A monoklin piroxéneket klinopiroxéneknek is nevezik.
a klinoensztatit-félék:
- klinoensztatit     Mg2Si2O6
- klinohipersztén   (Fe,Mg)2Si2O6
- klino-ferroszilt   Fe2Si2O6
- piegonit          (Mg,Fe,Ca)2Si2O6

A klinoensztatit a szilikát meteoritokban igen gyakori, a klinohipersztén egyes bázisos magmatitokban fordul elő. A klinoferroszilit ritka ásvány, utómagmás (hidrotermális) működés eredményeképpen keletkezhet. A piegonit andezit és dácit lávakőzetek elegyrésze, de előfordul mélységi tholeiites kőzetekben is. A piegonitban a Mg és Fe mellett megjelenik a Ca kation is.
a diopszid-félék:
- diopszid            CaMgSi2O6
- hedenbergit        CaFeSi2O6
- johansenit         CaMnSi2O6
- spodumen           LiAlSi2O6
- jadeit             NaAlSi2O6
- egirin             NaFe3+Si2O6

A diopszid  összetételében az Fe2+ és Mg2+ iont Al3+, és Fe3+, esetenként Cr3+ is helyettesítheti. Tipikusan szkarn kőzetek ásványa, amelyek a Ca-ban gazdag üledékekből vagy üledékes kőzetekből hő hatására képződnek. A hedenbergit igen ritka tisztán, többnyire tartalmaz Mg-ionokat is. A magnetit ércesedést kísérő, kontakt pneumatolizissel keletkezett ásványtársulások jellegzetes tagja. Alkáli magmás kőzetekben is előfordul.
Az egirin az augithoz közeli kémiai összetételű piroxén, amelyben Na+ és Fe3+ szerepelnek kationként; átmeneti, folyamatos elegysor végét képezi mind a diopszid, mind pedig az augit felé. A leggyakoribb alkáli piroxén. Na-ban gazdag alkáli kőzetekben: alkáli gránitban, ijolitban, eleolitban, szienitben fordul elő, illetve ezek kiömlési változataiban: alkáli trachitban és fonolitban (Mecsektető).
és az augit-félék:
- fassait    Ca8Mg6(Fe3+,Ti)Al(Si14Al2O48)
- diallág    Ca7Fe2+Mg6Fe3+Al(Si14Al2O48)
- augit   (Ca,Na)7Fe2+Mg6(Al,Fe3+,Ti)2(Si14Al2O48)

A fassait kontakt metamorf ásvány. A diallág fontos mélységi magmás kőzetalkotó elegyrész: gabbrók, piroxenitek és peridotitok kőzetalkotója. A fassait és diallág átmeneti tagok a diopszid és augit között. Kationjaik között Ca, Fe2+, Fe3+, Mg, és Al is előfordul.
Az augit a leggyakoribb monoklin piroxén, egyben a legfontosabb kőzetalkotók egyike. Ca, Na, Fe2+ és Mg, valamint Al, Fe3+, és Ti is szerepel kationjai között.
Ultrabázisos és bázisos kőzetek lényeges elegyrésze, de járulékos ásványként jelen lehet majdnem minden magmás kőzettípusban. Képződik kontakt metamorfózissal is, és megtalálható a szilikát meteoritokban is.
A piroxéncsoport a IV. Szilikátok ásványosztályhoz tartozó, az ino- vagy láncszilikátokon belül [Si2O6]4--csoportokat tartalmazó tagjait foglalja elkülönült, önálló csoportba, melyek rombos vagy monoklin kristályrendszerben kristályosodnak.
Általános képletük:
ABZ2O6  ahol A=  Ca,  Fe, Li, Mg, Na; míg a B= Al, Cr, Fe3+, Fe2+, Mg, Mn2+; és Z= Al, Si.

## A piroxéncsoport tagjai

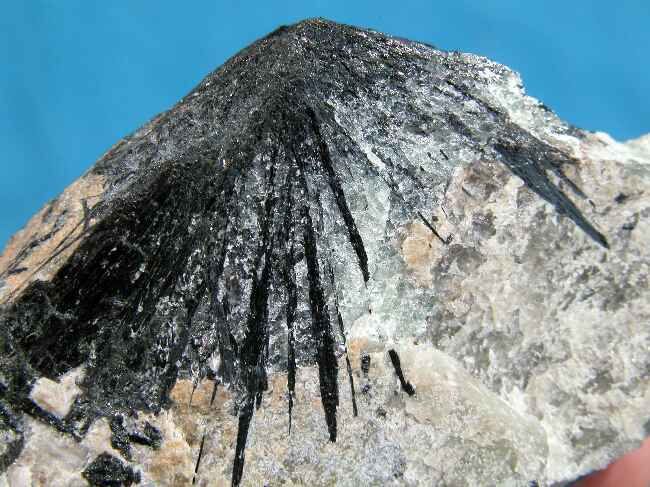
Aegirin kristályosodás

Aegirin (névváltozatai: akmit, egirin) NaFe3+Si2O6
- Sűrűsége: 3,52 g/cm³
- Keménysége: 6,0-6,5 (a Mohs-féle keménységi skála szerint)
- Színe: zöld, zöldesfekete, barnásvörös, fekete
- Fénye: gyantás vagy üvegfényű
- Pora: sárgásszürke
- Átlátszósága: opak
- Kémiai összetétele:
  - Nátrium (Na) =10,0%
  - Vas (Fe) =24,2%
  - Szilícium (Si) =24,3%
  - Oxigén (O) =41,5%

Augit (névváltozata: fassait) (Ca,Na, Mg,Fe,Al,Ti)2(Si,Al)2O6
Diopszid CaMgSi2O6
Ensztatit Mg2Si2O6
Esseneit CaFe3+AlSiO6
- Sűrűsége: 3,54 g/cm³

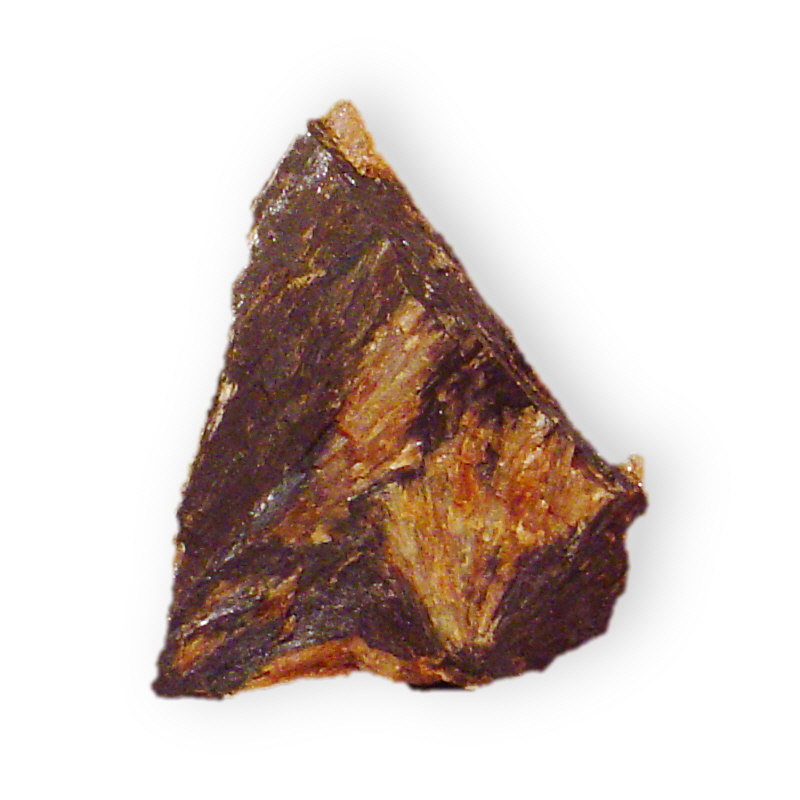
Johannsenit

- Keménysége: 6,0 (a Mohs-féle keménységi skála szerint)
- Színe: vöröses barna
- Fénye: üvegfényű
- Pora: fehér
- Átlátszósága: opak
- Kémiai összetétele:
  - Kalcium (Ca) =16,2%
  - Alumínium (Al) =10,9%
  - Vas (Fe) =22,6%
  - Szilícium (Si) =11,4%
  - Oxigén (O) =38,9%

Ferroszilit (Fe2+,Mg)2Si2O6
- Sűrűsége: 3,95 g/cm³
- Keménysége: 5,0-6,0 (a Mohs-féle keménységi skála szerint)
- Színe: színtelen, zöld, sötétbarna
- Fénye: üvegfényű
- Pora: barnásszürke
- Átlátszósága: áttetsző vagy opak
- Kémiai összetétele:
  - Magnézium (Mg) =10,5%
  - Vas (Fe) =24,0%
  - Szilícium (Si) =24,2%
  - Oxigén (O) =41,3%

Hedenbergit CaFe2+Si2O6
- Sűrűsége: 3,55 g/cm³
- Keménysége: 5,0-6,0 (a Mohs-féle keménységi skála szerint)
- Színe: barnászöld, szürkészöld, sötétzöld, fekete
- Fénye: üveg vagy gyöngyházfényű
- Pora: világoszöld
- Átlátszósága: opak
- Kémiai összetétele:
  - Kalcium (Ca) =16,2%
  - Vas (Fe) =22,5%
  - Szilícium (Si) =22,6%
  - Oxigén (O) =38,7%

Hipersztén (Mg,Fe2+)2Si2O6
Jadeit Na(Al,Fe3+)Si2O6
- Sűrűsége: 3,3 g/cm³
- Keménysége: 6,5 (a Mohs-féle keménységi skála szerint)
- Színe: fehér, szürkészöld, zöld
- Fénye: üvegfényű
- Pora: fehér
- Átlátszósága: opak
- Kémiai összetétele:
  - Nátrium (Na) =11,2%
  - Alumínium (Al) =11,8%
  - Vas (Fe) =2,7%
  - Szilícium (Si) =27,4%
  - Oxigén (O) =46,8%

Jervisit (Na,Ca,Fe2+)(Sc,Mg,Fe2+)Si2O6
- Sűrűsége: 3,22 g/cm³
- Keménysége: 6,0-7,0 (a Mohs-féle keménységi skála szerint)
- Színe: világoszöld
- Fénye: üvegfényű
- Pora: fehér
- Átlátszósága: opak
- Kémiai összetétele:
  - Nátrium (Na) =6,2%
  - Kalcium (Ca) =5,4%
  - Szkandium (Sc) =12,1%
  - Magnézium (Mg) =3,2%
  - Vas (Fe) =5,0%
  - Szilícium (Si) =25,1%
  - Oxigén (O) =43,0%

Johannsenit CaMnSi2O6
- Sűrűsége: 3,56 g/cm³
- Keménysége: 6,0 (a Mohs-féle keménységi skála szerint)
- Színe: zöldesszürke, barna, barnásfekete
- Fénye: üvegfényű
- Pora: zöldesszürke
- Átlátszósága: áttetsző vagy opak
- Kémiai összetétele:
  - Kalcium (Ca) =16,2%
  - Mangán (Mn) =22,2%
  - Szilícium (Si) =22,8%
  - Oxigén (O) =38,8%

Kanoit (Mn2+,Mg)2Si2O6
- Sűrűsége: 3,66 g/cm³
- Keménysége: 6,0-7,0 (a Mohs-féle keménységi skála szerint)
- Színe: barnásvörös, rózsaszínes barna
- Fénye: üvegfényű
- Pora: világosbarna
- Átlátszósága: áttetsző
- Kémiai összetétele:
  - Magnézium (Mg) =4,9%
  - Mangán (Mn) =33,4%
  - Szilícium (Si) =22,8%
  - Oxigén (O) =38,9%

Klinoensztatit Mg2Si2O6
- Sűrűsége: 3,4 g/cm³
- Keménysége: 5,0-6,0 (a Mohs-féle keménységi skála szerint)
- Színe: Színtelen, zöldessárga, zöld, sárgásbarna
- Fénye: gyöngyházfényű
- Pora: zöldesszürke
- Átlátszósága: áttetsző vagy opak
- Kémiai összetétele:
  - Magnézium (Mg) =24,2%
  - Szilícium (Si) =28,0%
  - Oxigén (O) =47,8%

Klinoferroszilit (névváltozat: klinohipersztén) (Fe2+Mg)2Si2O6
- Sűrűsége: 4,0 g/cm³
- Keménysége: 5,0-6,0 (a Mohs-féle keménységi skála szerint)
- Színe: színtelen, zöld, barna
- Fénye: üvegfényű
- Pora: fehér
- Átlátszósága: áttetsző vagy opak
- Kémiai összetétele:
  - Magnézium (Mg) =4,9%
  - Vas (Fe) =33,8%
  - Szilícium (Si) =22,6%
  - Oxigén (O) =38,7%

Kozmoklor (névváltozat: krómdiopszid, ureyit) NaCr3+Si2O6
Namansilit NaMn3+Si2O6
- Sűrűsége: 3,6 g/cm³
- Keménysége: 6,0-7,0 (a Mohs-féle keménységi skála szerint)
- Színe: barnásvörös, ibolyavörös
- Fénye: gyöngyházfényű
- Pora: barnásvörös
- Átlátszósága: áttetsző vagy opak
- Kémiai összetétele:
  - Nátrium (Na) =10,0%
  - Mangán (Mn) =23,9%
  - Szilícium (Si) =24,4%
  - Oxigén (O) =41,7%

Natalyit Na(V3+,Cr3+)Si2O6
- Sűrűsége: 3,55 g/cm³
- Keménysége: 7,0 (a Mohs-féle keménységi skála szerint)
- Színe: sárgászöld, világoszöld
- Fénye: üvegfényű
- Pora: zöld
- Átlátszósága: áttetsző
- Kémiai összetétele:
  - Nátrium (Na) =10,2%
  - Vanádium (V) =16,9%
  - Króm (Cr) =5,8%
  - Szilícium (Si) =24,9%
  - Oxigén (O) =42,2%

Omfacit (Ca,Na)(Mg,Fe2+Al)Si2O6
- Sűrűsége: 3,34 g/cm³
- Keménysége: 5,0-6,0 (a Mohs-féle keménységi skála szerint)
- Színe: sötétzöld
- Fénye: bársonyos
- Pora: zöldesfehér
- Átlátszósága: opak
- Kémiai összetétele:
  - Kalcium (Ca) =11,4%
  - Nátrium (Na) =3,3%
  - Magnézium (Mg) =6,9%
  - Vas (Fe) =2,6%
  - Szilícium (Si) =26,6%
  - Oxigén (O) =45,2%

Pigeonit (Mg,Fe2+Ca)(Mg,Fe2+)Si2O6
- Sűrűsége: 3,38 g/cm³
- Keménysége: 6,0 (a Mohs-féle keménységi skála szerint)
- Színe: barna, zöldesbarna, fekete
- Fénye: üvegfényű
- Pora: világosszürke
- Átlátszósága: opak
- Kémiai összetétele:
  - Kalcium (Ca) =1,8%
  - Magnézium (Mg) =14,9%
  - Vas (Fe) =14,8%
  - Szilícium (Si) =25,6%
  - Oxigén (O) =43,7%

Spodumen (névváltozat: kanzit vagy kunzit, hiddenit) LiAlSi2O6